# Mikroregion Meia Ponte
Die Mikroregion Meia Ponte ist eine durch das IBGE (Instituto Brasileiro de Geografia e Estatística) ausschließlich für interne geostatistische Zwecke festgelegte Region im brasilianischen Bundesstaates Goiás. Sie gehört zur Mesoregion Süd-Goiás und umfasst 21 Gemeinden. Mikro- und Mesoregionen gehören nicht zur Verwaltungsgliederung. Sie bestanden von 1989 bis 2017 und wurden durch eine andere geostatistische Einteilung abgelöst.
Die Region ist benannt nach dem Rio Meia Ponte, der die Region von Nord nach Süd durchfließt und als rechter Zufluss in den Rio Paranaíba mündet.

## Geographische Lage
Die Mikroregion Meia Ponte grenzt an die Mikroregionen (Mesoregion):
- Im Norden an Goiânia (Zentral-Goiás)
- Im Nordosten an Pires do Rio (Süd-Goiás)
- Im Südosten an Catalão (Süd-Goiás)
- Im Süden an Uberlândia und Ituiutaba (beide Triângulo Mineiro e Alto Paranaíba, MG)
- Im Südwesten an Quirinópolis und Sudoeste de Goiás (beide Sudoeste de Goiás)
- Im Nordwesten an Vale do Rio dos Bois (Süd-Goiás)

## Gemeinden in der Mikroregion Meia Ponte
| Gemeinde           | Lage                                | Fläche (km²) | Einwohner geschätzt 2009 | BIP in 2003 (R$ 1.000,00) |
| ------------------ | ----------------------------------- | ------------ | ------------------------ | ------------------------- |
| Água Limpa         | Lage von Água Limpa (Goiás)         | 452,856      | 2.111                    |                           |
| Aloândia           | Lage von Aloândia in Goiás          | 102,160      | 2.118                    |                           |
| Bom Jesus de Goiás | Lage von Bom Jesus de Goiás         | 1.405,218    | 21.103                   |                           |
| Buriti Alegre      | Lage von Buriti Alegre in Goiás     | 897,394      | 8.454                    |                           |
| Cachoeira Dourada  | Lage von Cachoeira Dourada in Goiás | 521,130      | 7.571                    |                           |
| Caldas Novas       | Lage von Caldas Novas in Goiás      | 1.589,518    | 68.588                   |                           |
| Cromínia           | Lage von Cromínia in Goiás          | 369,917      | 3.729                    |                           |
| Goiatuba           | Lage von Goiatuba in Goiás          | 2.475,107    | 32.304                   |                           |
| Inaciolândia       | Lage von Inaciolândia in Goiás      | 688,398      | 5.949                    |                           |
| Itumbiara          | Lage von Itumbiara in Goiás         | 2.461,280    | 92.832                   |                           |
| Joviânia           | Lage von Joviânia in Goiás          | 454,884      | 6.914                    |                           |
| Mairipotaba        | Lage von Mairipotaba in Goiás       | 461          | 2.811                    |                           |
| Marzagão           | Lage von Marzagão in Goiás          | 228,091      | 2.157                    |                           |
| Morrinhos          | Lage von Morrinhos in Goiás         | 2.846,191    | 40.838                   |                           |
| Panamá             | Lage von Panamá in Goiás            | 433,759      | 2.665                    |                           |
| Piracanjuba        | Lage von Piracanjuba in Goiás       | 2.405,114    | 24.033                   |                           |
| Pontalina          | Lage von Pontalina in Goiás         | 1.428,194    | 16.687                   |                           |
| Porteirão          | Lage von Porteirão in Goiás         | 603,917      | 3.158                    |                           |
| Professor Jamil    | Lage von Professor Jamil in Goiás   | 347,464      | 3.381                    |                           |
| Rio Quente         | Lage von Rio Quente in Goiás        | 256,739      | 3.285                    |                           |
| Vicentinópolis     | Lage von Vicentinópolis in Goiás    | 737,251      | 6.093                    |                           |